# CFR Cluj
CFR Cluj is een Roemeense voetbalclub uit de stad Cluj-Napoca.
In het voetbalseizoen 2019/20 toen kwalificeerde CFR Cluj zich bijna voor de UEFA Champions League, in de play-offs verloren ze van Slavia Praag van 2-0 op aggregaat. De vorige keer dat CFR Cluj in de Champions league zat was in het seizoen 2012/13

## Geschiedenis
CFR Cluj werd opgericht in 1907 onder de Hongaarse naam Kolozsvári Vasutas Sport Club (KVSC). Cluj, toen nog Kolozsvár, lag toen nog in het keizerrijk Oostenrijk-Hongarije. KVSC was een club van spoorwegpersoneel (= vasutas). De eerste jaren speelde de club op stadsniveau maar kon niet veel bereiken.
In 1910 won KVSC het nieuwe kampioenschap van Transsylvanië. Van 1911 tot 1914 eindigde de club als tweede in deze competitie. De Eerste Wereldoorlog legde de competitie stil. Na de oorlog kwam Cluj in Roemenië te liggen en veranderde de naam van de club in CFR Cluj. CFR won twee regionale titels in 1919 en 1920.
Tussen 1934 en 1936 speelde de club in de Roemeense 2de klasse. Na de Tweede Wereldoorlog fuseerde de club met Ferar Cluj en speelde twee seizoenen in de hoogste klasse. CFR fuseerde in 1960 met Rapid Cluj en werd zo CSM Cluj. Vier jaar later nam de club de naam Clujeana aan en het jeugdteam werd landskampioen. In 1967 greep men opnieuw terug naar CFR Cluj. Twee jaar later promoveerde de club terug naar de hoogste klasse. Na enkele seizoenen vechten tegen degradatie werd de club 5de in 1973. De volgende seizoenen ging het weer minder tot degradatie volgde in 1976. Het zou net geen 30 jaar duren vooraleer de club een wederoptreden kon maken in de hoogste klasse.
De promotie werd net gemist in 1978 aan FC Baia Mare. Vier jaar later degradeerde CFR en werd een liftploeg tussen de 2de en 3de klasse. Financiële problemen doken op in de jaren negentig en CFR stond aan de rand van het faillissement. Met Ecomax als hoofdsponsor ging het dan eindelijk beter. In 2004 werd de club kampioen na een fenomenaal seizoen, de club nam al snel de leiding maar raakte dan betrokken in een schandaal en verloor 7 achtereenvolgende wedstrijden. Uiteindelijk werd toch de titel behaald. In 2006 evenaarde de club zijn beste prestatie uit 1973 door zesde te eindigen; twee jaar later won de club op de laatste speeldag de derby tegen Universitatea Cluj en behaalde zo zijn allereerste Roemeense landstitel.
In 2008 werd de club voor het eerst landskampioen en plaatste zich hiermee voor de UEFA Champions League 2008/09. Bij hun debuut in de UEFA Champions League op 16 september wonnen ze met 1-2 in en tegen AS Roma. In het voetbalseizoen 2019/20 kwalificeerde CFR Cluj zich bijna opnieuw voor de UEFA Champions League, in de play-offs verloren ze van Slavia Praag 2-0 op aggregaat.

## Erelijst
- Landskampioen

2008, 2010, 2012, 2018, 2019, 2020, 2021, 2022
- Beker van Roemenië

2008, 2009, 2010, 2016
- Roemeense Supercup

2009, 2010, 2018

## Eindklasseringen
| 14 |

| 14 |

| 13 |

| 5 |

| 14 |

| 15 |

| 17 |

| 9 |

| 2 |

| 4 |

| 10 |

| 8 |

| 17 |

| 1 |

| 16 |

| 5 |

| 1 |

| 17 |

| 2 |

| 1 |

| 18 |

| 1 |

| 7 |

| 5 |

| 12 |

| 16 |

| 1 |

| 9 |

| 16 |

| 5 |

| 10 |

| 10 |

| 1 |

| 6 |

| 1 |

| 11 |

| 5 |

| 3 |

| 1 |

| 4 |

| 1 |

| 10 |

| 1 |

| 9 |

| 5 |

| 3 |

| 10 |

| 4 |

| 1 |

| 1 |

| 1 |

| 1 |

| 1 |

| 3 |

| 2 |

| 2 |

| Liga 1 | Liga 2 | Liga III |

Tot 2006/07 stond de Liga 1 bekend als de Divizia A. De Liga 2 als Divizia B en de Liga III als Divizia C.

## In Europa
CFR Cluj speelt sinds 2005 in diverse Europese competities. Hieronder staan de competities en in welke seizoenen de club deelnam:
- Champions League (8x)

2008/09, 2010/11, 2012/13, 2018/19, 2019/20, 2020/21, 2021/22, 2022/23
- Europa League (8x)

2009/10, 2012/13, 2014/15, 2018/19, 2019/20, 2020/21, 2021/22, 2025/26
- Conference League (5x)

2021/22, 2022/23, 2023/24, 2024/25, 2025/26
- UEFA Cup (1x)

2007/08
- Intertoto Cup (1x)

2005

## Naamsveranderingen
- 1907 : Opgericht als Kolozsvári Vasutas Sport Club
- 1918 : CFR Cluj
- 1941 : Kolozsvári AC
- 1945 : CFR Cluj
- 1950 : Locomotiva Cluj
- 1957 : CFR Cluj
- 1960 : CSM Cluj
- 1964 : Clujeana Cluj
- 1967 : CFR Cluj
- 1982 : Steaua CFR Cluj
- 1990 : CFR Ecomax Cluj

## Records
Grootste overwinning: CFR Cluj - Oțelul Reșița 7-0 (9 juli 1947)
Zwaarste nederlaag: CFR Boekarest - CFR Cluj 12-2 (20 maart 1949)
Speler met meeste wedstrijden in hoogste klasse: Marius Bretan 199
Speler met meeste goals in hoogste klasse: Mihai Adam 47

## Bekende (ex-)spelers
- Beto
- Ivo Pinto
- Emmanuel Culio
- Álvaro Pereira
- Mikael Dorsin
- Ștefan Kovács
- Dorinel Munteanu
- Lacina Traoré
- Ousmane Viera
- Bogdan Mara
- Roberto De Zerbi

## Bekende (oud-)trainers
- Andrea Mandorlini
- Paulo Sérgio
- Jorge Costa
- Dorinel Munteanu
- Ioan Andone
- Mircea Rednic
- Dan Petrescu
- Marius Șumudică